# Kuroda Nagamasa
En aquest nom japonès, el cognom és Kuroda.
Kuroda Nagamasa (黒田長政, 1568-1623) va ser un samurai i dàimio durant el període Sengoku i el període Edo de la història del Japó. Nagamasa va ser fill de Kuroda Yoshitaka.
Nagamasa va participar durant les invasions japoneses a Corea convocades per Toyotomi Hideyoshi i posteriorment va servir sota les ordres de Tokugawa Ieyasu, per qui va lluitar durant la batalla de Sekigahara. Després de la victòria, va rebre com a recompensa dos feus valorat en 640.000 koku en conjunt; allà va decidir construir el castell Fukuoka.
La seva última aparició militar va ser durant el setge d'Osaka, on el shogunat Tokugawa es va enfrontar en contra de les forces del fill de Hideyoshi, Toyotomi Hideyori.